# مالک اشتر (بهار)
بهادربیگ روستایی در ایران است که در استان همدان ، شهرستان بهار واقع شده‌است. بهادربیگ حدود 1000خانوار و 4000 نفر جمعیت دارد.
جاذبه گردشگری:پل انگلستان که توسط ارتش بریتانیا برای کمک رسانی به شوروی در جنگ جهانی ساخته شده است. این پل زمانی راه اصلی عبور از غرب به شمال غرب بوده به طوریکه راه همدان به بیجار وبه طبع آن بیجار به تبریز از این پل استفاده می کردند. 
دو رودخانه در بهادربیگ جریان دارد. که یکی از ارتفاعات شمالی کوه آلما بولاغ سر چشمه می‌گیرد ودیگری از ارتفاعات جنوبی کوه آلما بولاغ. این دو رودخانه در شرقی ترین نقطه روستا به هم می پیوندند ودر نهایت با عبور از شمال دشت بهار به رودخانه قره چای می ریزد. 
روستای بهادربیگ در گذشته به روستای ١٧کهریز یا ١٧ قنات مشهور بوده. که در اثر بهره‌برداری غیراصولی از سفره‌های زیرزمینی و خشکسالی تعدادی از این قنات‌ها خشک شده‌اند.